# Nicky Souter
Nicky Souter (1984) es una deportista australiana que compitió en vela en la modalidad de match race. Ganó dos medallas en el Campeonato Mundial de Match Race Femenino, oro en 2009 y bronce en2010.

## Palmarés internacional
| Campeonato Mundial | Campeonato Mundial            | Campeonato Mundial | Campeonato Mundial |
| Año                | Lugar                         | Medalla            | Clase              |
| ------------------ | ----------------------------- | ------------------ | ------------------ |
| 2009               | Lysekil (Suecia)              | Medalla de oro     | Match race         |
| 2010               | Rhode Island (Estados Unidos) | Medalla de bronce  | Match race         |